# ماکی مونه‌چیکا
ماکی مونه‌چیکا (به ژاپنی: 牧 宗親 まき むねちか)، تولد نامشخص- مرگ ۱۱۹۵ - یک فرمانده نظامی از اواخر دوره هی‌آن تا اوایل دوره کاماکورا، در شوگون‌سالاری کاماکورا بود. او برادر ماکی نو کاتا همسر هوجو توکیماسا بود.
به گفته آزوما کاگامی، در ۱۰ نوامبر ۱۱۸۲، ماکی سابورو مونه‌چیکا به دستور هوجو ماساکو، همسر میناموتو نو یوریتومو و دختر توکیماسا، مجبور شد اقامتگاه فوشیمی هیروتسونا (ja:伏見広綱) را که در آن زن محبوب یوریتومو، کامه نو مائه، پنهان شده بود، ویران کند. دو روز بعد، ماکی مونه‌چیکا توسط یوریتومو به اقامتگاه اوتاوا یوشیهیسا (ja:大多和義久)، جایی که کامه نو مائه پناه گرفته بود، احضار شد، و با اینکه عذرخواهی کرد، و طبیعی است که او دستور میدای‌دوکورو یعنی ماساکو را دنبال می‌کرد، یوریتومو دستور داد موهای او را کوتاه کنند. او با بریدن موهایش تحقیر شد، بنابراین فرار کرد. دو روز بعد، توکیماسا در اعتراض به تنبیه و تحقیر برادرزنش به‌طور موقت به ولایت ایزو رفت و بازنشسته شد.